# アザー・デザート・シティーズ
『アザー・デザート・シティーズ』（Other Desert Cities, または『砂漠のクリスマス』）はジョン・ロビン・ベイツによる戯曲。2010年にオフ・ブロードウェイ舞台として初上演され、2011年にはブロードウェイでも上演された。トニー賞やピューリッツァー賞の候補になるなど、高い評価を得ている。

## あらすじ
2004年、カリフォルニア。砂漠の街・パームスプリングスの邸宅、そして遠い中東の地ではイラク戦争が続いている。
ニューヨークで暮らす一家の長女のブルックが6年ぶりに帰郷し、ワイス家の家族は久々に一家揃ってのクリスマス休暇を過ごそうとしていた。厳格でブルックとは折り合いの悪い元脚本家の母・ポリーと、元俳優の父・ライマンは揃って共和党員。父はレーガン政権時代に共和党の広告塔も務めていた。ポリーの妹のシルダは民主党員でアルコール中毒、現在は施設を出て姉夫婦の世話になっている。弟のトリップは俗物的な番組を手掛けるTVプロデューサー、何かとぶつかる家族の間に入っては中立を貫こうとしている。
作家であるブルックはうつ病を患い、作品もしばらくの間発表していない。そんな彼女が久々に作品を書き上げ、家族にその内容を打ち明ける。ブルックの作品は、家族にまつわる長年の秘密を赤裸々に綴った“回想録”であった。

## 上演

### オリジナル・プロダクション
リンカーン・センターの制作として、2010年12月から2月にオフ・ブロードウェイのMitzi E. Newhouse Theaterにてワールドプレミアでの上演を迎える。2011年10月からはオン・ブロードウェイのBooth Theatreに移して上演された。2012年1月までの限定公演として予定されていたが、批評家からの反応がよく興行収益も好調だったことからオープンエンドでの継続が決定し、同年6月まで上演が続いた。演出はジョー・マンテロ。
オリジナルの配役は、ポリー役にストッカード・チャニング、ブルック役にエリザベス・マーヴェル、ライマン役にステイシー・キーチ、シルダ役にリンダ・ラヴィン、トリップ役にトーマス・サドスキー。オンではブルック役はブロードウェイ・デビューとなったレイチェル・グリフィス、シルダ役はジュディス・ライトとなり、他は続投となっている。サドスキーは1月で一旦降板し、ジャスティン・カークが3月まで役を引き継ぎ、その後5月から再びトリップ役として戻ってきている。グリフィスは3月4日までの出演となり、その後は再びマーヴェルがオンでもブルック役を演じることとなった。
元々は2010年2月に次の演劇シーズンでのブロードウェイ上演が予定されていると発表されていたが、オフの上演へと変更された。当初の予定であるオンでの上演もすぐに決まったが、2011年の春から上演をできる劇場がなかったため、秋へと持ちこされることとなった経緯がある。秋になったことで、既に別の作品への出演が決まっていたラヴィンはオン版への続投は出来なくなってしまった。
今作の当初のタイトルはLove and Mercyであり、これは劇中でブルックが書き上げた回想録と同名のタイトルでもある。作者のジョン・ロビン・ベイツにとってはブロードウェイで上演された初めての戯曲となった。また、ベイツにとって2度目となるピューリッツァー賞の戯曲部門の最終候補にもなっている。
第66回トニー賞では演劇作品賞を含む5部門で候補となり、ライトが演劇助演女優賞を受賞している。チャニングも演劇主演女優賞候補となった。他、候補となったのは装置デザイン賞と照明デザイン賞である。

### イギリスでの上演
2014年3月から5月にかけて、ロンドンのオールド・ヴィック・シアターにて上演。マーサ・プリンプトンがブルック、シニード・キューザックがポリーを演じた。他、ピーター・イーガン、クレア・ヒギンズ、ダニエル・ラパインが出演。

### 日本での上演
2016年12月に劇団青年座により日本初上演。この時の上演題は『砂漠のクリスマス』であった。
2017年7月、東京・大阪にて梅田芸術劇場制作による公演が行われた。演出は熊林弘高。東京芸術劇場シアターウエストで行われた東京公演の初日、第一幕の途中でライマン役で出演していた中嶋しゅうが舞台上で急性大動脈解離を発症し、舞台下へ転落する事故が発生。公演は中止となり、中嶋は搬送先の病院で死亡した。数日の休演を経たのちに、代役に斎藤歩を迎えて上演が再開、以後は大阪での千秋楽まで予定通りに公演が行われた。
キャスト
- ブルック - 寺島しのぶ、安藤瞳（劇団青年座）
- ポリー - 佐藤オリエ、増子倭文江（劇団青年座）
- ライマン - 中嶋しゅう→斎藤歩、長克巳（劇団青年座）
- シルダ - 麻実れい、山本与志恵（劇団青年座）
- トリップ - 中村蒼、久留飛雄己（劇団青年座）

## 映像化
映像化権利は売却されており、現在映画化の企画が進められている。権利はウォルター・F・パークスとローリー・マクドナルドが取得し、映画用の脚本もベイツ自身が務める予定である。